# Acanthosyris glabrata
Acanthosyris glabrata är en sandelträdsväxtart som först beskrevs av Otto Stapf, och fick sitt nu gällande namn av Stauff.. Acanthosyris glabrata ingår i släktet Acanthosyris och familjen sandelträdsväxter. Inga underarter finns listade i Catalogue of Life.